# 李婉華
李婉華（英語：Anita Lee Yuen Wah，1968年5月21日—），曾是香港無綫電視艺員，後來拍攝實況劇，曾被無綫電視的潘嘉德发掘後，应邀演出剧集而出道，也演過很多電影。

## 簡歷
李婉華早年就讀油蔴地天主教小學及五旬節中學，1986年李婉華當考入香港演藝學院，她與劉玉翠及張錦程等人同為毛俊輝的學生；因在1980年代末被電視台發掘成為旗下藝員，結果沒有完成該表演系課程。
1989年，李婉華因拍攝處境喜劇《公私三文治》与同劇演員吳鎮宇相戀，二人相戀8年後感情無疾而終。及后她于1998年－2001年間与何家勁相戀。2001年年中她与加拿大籍股票经纪人李守正交往，并于2003年6月在加拿大秘密结婚。
她现已移民加拿大溫哥華，淡出香港娱乐圈。她是新時代傳媒集團旗下前藝人，為加拿大中文電台AM1470主持電台節目，包括逢周一至五的《小心華之里》和之後逢周六的《你華點就點》。
李婉華現育有一女兩子，女兒2003年出生，雙胞胎兒子則於2009年10月生，2010年7月她再次復出為加拿大中文電台AM1470主持節目。
2018年9月，李婉華回歸幕前，客串無綫重頭劇《再創世纪》。2020年1月，在YouTube和facebook專頁與《住加男人》團隊合作開設頻道和專頁《住加女人》。
直至2020年8月，李婉華退出《住加女人》，在當時其社交平台專頁中表示需要休息。2020年9月3日，李婉華開設自家Youtube頻道《移加李婉華》。

## 演出作品

### 電視劇（無綫電視）
1987年
- 《香港的月亮》

1988年
- 《旭日背後》
- 《都市方程式》
- 《衰鬼迫人》飾 蕭金珠

1989年
- 《人海虎鯊》飾 梅思敏
- 《末代天師》飾 葉嘉欣
- 《飛虎群英》飾 劉傳芳
- 《公私三文治》飾 鍾怡

1990年
- 《蜀山奇俠》飾 周青雲
- 《玉面飞狐》飾 曲雲嫣

1991年
- 《男人勿近》飾 湯紀君
- 《未婚爸爸》飾 樂靈
- 《夢裏伊人》飾 袁依依
- 《閉門一家千》飾 凌子楓
- 《皇家鐵馬》飾 Angel
- 《卡拉屋企》飾 黃蒂
- 《老友鬼鬼》飾 卓若男

1994年
- 《金毛獅王》飾 紫衫龍王黛綺絲
- 《鎮金女人週記（第二輯）》飾 Pauline

2018年
- 《再創世紀》飾 Karen

### 電視電影（無綫電視）
- 1990年：《英雄重英雄》
- 1990年：《綫人》
- 1991年：《殺機》

### 電視劇（亞洲電視）
- 1996年：《親親，親人》 飾 吳美麗
- 1997年：《屋企有個肥大佬》
- 1998年：《馬永貞之爭霸上海灘》
- 1998年：《馬永貞之英雄血》
- 1999年：《非常女警》
- 2000年：《香港一家人》
- 2002年：《親子情未了》
- 2004年：《8号巴士站站情》

### 電視劇（台灣）
- 《致勝鮮師》（超视）
- 《刺马》（台視，1992年）
- 《保鏢之翡翠娃娃》（1997年）

### 電視劇（中國大陸）
- 1999年：《真情告白》

### 電影
1990年
- 《洗黑钱》

1993年
- 《至尊三十六计之偷天换日》
- 《皆大欢喜》
- 《新难兄难弟》
- 《天台的月光》
- 《同居關係》
- 《賊頭賊腦賊世界》 (又名:千王情人)

1994年
- 《撞板风流》
- 《新男欢女爱》
- 《乱世超人》
- 《鬼迷心窍》
- 《重金属》
- 《喂，你找谁》
- 《再見浪漫》

1996年
- 《金装香蕉俱乐部》
- 《悍匪》
- 《1/2次同床》

1999年
- 《自殺前十四天》

2000年
- 《制服诱惑2地下法庭》

## 主持作品

### 電視節目（無綫電視）
- 《寰宇風情》（加拿大特輯）（1990年）
- 《巴塞隆拿奧運-黃金精點》（1992年）

### 電視節目（新時代電視）
- 《溫哥華華裔小姐競選》（2004-2007年度）
- 《煒哥千里到會》 第一集嘉賓（2020年）

### 電視節目（香港電視娛樂）
- 《神的女主角》 （2021年）

### 電台節目（加拿大中文電台AM1470）
- 2004年：《3點露華龍》
- 2004年至2020年5月：《小心華之里》
- 2020年5月至2024年9月：《你華點就點》

### 清談節目（亞洲電視數碼媒體）
2018年
- 今晚見（第57集 嘉賓）

## 電視廣告
- 《小心嘩鬼之里徵求鬼故事》（2008年10月）（溫哥華新時代電視播出，與AM1470節目小心華之里節目眾DJ合作）[6]

## 音樂作品

### 個人專輯
| # | 專輯名稱 | 專輯類型 | 發行公司 | 發行日期   | 曲目 |
| - | -------- | -------- | -------- | ---------- | --- |
| 1 | 藍       | 大碟     | 海岸娛樂 | 1994年12月 | 曲目 1. 藍 2. 不羈的天空 3. 同居關係 4. 驚情四百年 5. 稀客 6. 我愛麻煩 7. 末路狂花 8. 偷月迷情 9. 侏儸紀公園 10. 紅 |

### 合輯
| # | 專輯名稱               | 專輯類型   | 發行公司 | 發行日期 | 曲目 |
| - | ---------------------- | ---------- | -------- | -------- | --- |
| 1 | 情若濃－兩個她．一個他 | 新曲＋精選 | 海岸娛樂 | 1995年   | 曲目 1. 想起妳－夏韶聲 2. 這夜誰趟在妳旁－夏韶聲 3. 童年時－夏韶聲 4. 情若濃－韋綺珊 5. 當相愛變習慣－韋綺珊 6. 我瘋我痴－韋綺珊 7. 女人夢－韋綺珊 8. 末路狂花（club mix）－李婉華 9. 藍（radio version）－李婉華 10. 想起妳（karaoke version） |

## 外部連結
- 李婉華的新浪微博
- 李婉華的Instagram帳戶
- 李婉華的Facebook專頁
- 李婉華在互联网电影资料库（IMDb）上的資料（英文）
- 李婉華在香港影庫上的簡介